# NTS-Group
NTS-Group is een Nederlandse groep van bedrijven met de hoofvestiging in de stad Eindhoven. Ze produceert en ontwikkelt (opto-)mechatronische systemen, modules en componenten voor machinebouwers wereldwijd. In 2020 kondigde men aan zich te willen focussen op de halfgeleidermarkt en de analytische markt, waaronder elektronenmicroscopie. Het concern heeft bedrijven in Nederland, Tsjechië, de Verenigde Staten, Singapore en China en telt anno 2022 ca 1800 werknemers. In 2022 bedroeg de wereldwijde omzet van het bedrijf 412 miljoen euro.

## Geschiedenis
In 2005 fuseerden de mechatronicabedrijven Te Strake uit Deurne en Nebato uit Bergeijk en vormden samen de NTS-Group. Na deze fusie groeide het bedrijf uit tot een systeemleverancier van bedrijven in diverse sectoren.
In 2013 werd de familie Wintermans, grondlegger van het Agioconcern, meerderheidsaandeelhouder van NTS-Group. In 2016 werd branchegenoot Norma overgenomen die als leverancier van ASML en het Duitse Carl Zeiss actief was in dezelfde markt als de NTS-Group. In juni 2019 is het bedrijf geheel eigendom geworden van Wintermans.

## Benoemingen
Per 1 mei 2024 is Frans van Lierop benoemd tot CEO van NTS-Group. Van Lierop werkte voorheen bij ASML, in de functie Senior Vice President Sourcing and Supply Chain – Mechatronics/Mechanics. Hij volgde daarmee Tjarko Bouwman op.

## Concentratie
In 2019 is het bedrijf gestart met een concentratie van NTS-Group fabrieken op industrieterrein De Hurk in Eindhoven. Een aantal Brabantse onderdelen van het bedrijf werden samengebracht op dit terrein. In hetzelfde jaar vestigde men zich op de Novio Tech Campus in Nijmegen, daar werden bedrijven uit de regio Gelderland samengevoegd.

## Vestigingen en activiteiten wereldwijd
| Plaats    | Bedrijf       | Activiteit |
| --------- | ------------- | --- |
| Bergeijk  | NTS Bergeijk  | Lakfabriek |
| Drachten  | NTS Drachten  | Ultraprecisie bewerkingen |
| Eindhoven | NTS Eindhoven | Ontwikkeling en engineering van hightech oplossingen, precisie verspanen en metaalbewerking, plaatwerkproducten en assemblage van mechtronische systemen.                              |
| Helmond   | NTS Helmond   | Granieten precisie-onderdelen |
| Hengelo   | NTS Hengelo   | Ultraprecisie bewerkingen, cleanroom assemblage |
| Nijmegen  | NTS Optel     | Ontwerp, ontwikkeling en productie nauwkeurige optische meet- en testoplossingen en opto-mechatronische modules. Optische metrologie & engineering, prototypes mechatronische systemen |
| Venray    | NTS Venray    | Plaatwerk |
| Slavičín  | NTS Slavičín  | Engineering, productie, verspanen en assemblage |
| Brno      | NTS Brno      | Engineering, assemblage |
| Shanghai  | NTS Shanghai  | Assemblage |
| Singapore | NTS Singapore | Precisie componenten, lakken, plaatwerk en assemblage |
| San Jose  | NTS Group USA | Engineering |